# Plus fort que la haine (film, 1912)
Pour les articles homonymes, voir Plus fort que la haine.
Pour plus de détails, voir Fiche technique et Distribution.
Plus fort que la haine est un film français réalisé par Léonce Perret, sorti en 1912.

## Fiche technique
- Titre : Plus fort que la haine
- Réalisation : Léonce Perret
- Scénario :
- Photographie :
- Montage :
- Producteur :
- Société de production : Société des Etablissements L. Gaumont
- Société de distribution :
- Pays d'origine :  France
- Langue : film muet avec les intertitres en français
- Format : Noir et blanc — 35 mm — 1,33:1 — Muet
- Genre :
- Métrage : 306 mètres
- Durée : 10 minutes
- Dates de sortie :
  -  France : 5 janvier 1912

## Distribution
- René Navarre :
- Renée Carl :
- Émile Keppens :